# Liliana Neto
Liliana Neto (ur. 29 stycznia 1997 w Luandzie) – angolska lekkoatletka specjalizująca się w biegach sprinterskich.
Olimpijka z Rio de Janeiro (2016). Z rywalizacji na igrzyskach odpadła na etapie preeliminacji biegu na 100 metrów. Uczestniczka mistrzostw świata juniorów.

## Rezultaty
| Rok  | Impreza                     | Miejsce        | Konkurencja   | Pozycja       | Wynik |
| ---- | --------------------------- | -------------- | ------------- | ------------- | ----- |
| 2016 | Mistrzostwa świata juniorów | Bydgoszcz      | bieg na 100 m | eliminacje    | 13,46 |
| 2016 | Igrzyska olimpijskie        | Rio de Janeiro | bieg na 100 m | preeliminacje | 13,58 |

## Rekordy życiowe
- bieg na 100 metrów – 12,66 (7 czerwca 2014, Lizbona)